# Chlorochaeta chlorophyllaria
Chlorochaeta chlorophyllaria là một loài bướm đêm trong họ Geometridae.